# Lissotrachelus
Lissotrachelus is een geslacht van rechtvleugeligen uit de familie krekels (Gryllidae). De wetenschappelijke naam van dit geslacht is voor het eerst geldig gepubliceerd in 1893 door Brunner von Wattenwyl.

## Soorten
Het geslacht Lissotrachelus omvat de volgende soorten:
- Lissotrachelus ater Brunner von Wattenwyl, 1893
- Lissotrachelus castaneus Brunner von Wattenwyl, 1893
- Lissotrachelus ferrugineonotatus Brunner von Wattenwyl, 1893